# エレス・レフェリンク
エレス・レフェリンク（Elles Leferink、女性、1976年11月14日 - ）は、オランダの元バレーボール選手。現役時代のポジションはウィングスパイカー。元オランダ代表。

## 来歴
1990年代にオランダ代表の支柱として活躍したエースアタッカー。身長177cmながらもサウスポーから放たれるスパイクとサーブを武器にウィングスパイカーとして多くの国際大会でチームを牽引した。1995年に行われたヨーロッパ選手権で金メダルを獲得すると、同年11月に日本で開催されたワールドカップに出場した。1996年のアトランタ五輪、世界選手権などにも出場した。
2007年に現役を引退した。

## 球歴
- オリンピック - 1996年
- 世界選手権 - 1998年、2002年
- ワールドカップ - 1995年
- 欧州選手権 - 1995年、1997年、1999年、2003年

## 受賞歴
- 1995年 欧州バレーボール連盟　CEV "European Volleyball Player of the Year"
- 1995年 ワールドカップ ベストサーバー賞
- 1998年 世界選手権 ベストサーバー賞
- 2003年 ヨーロッパ選手権 ベストサーバー賞